# Hecatombeón
Hecatombeón era uno de los doce meses del calendario ateniense.
Cuando comenzaba por el primer mes de invierno, gamelión, nuestro mes de enero, hecatombeón era el séptimo mes. Se convirtió en el primer mes del año ático por la reforma que llevó a cabo Metón de Atenas el año 432 antes de nuestra era, diez meses poco más o menos antes del principio de la guerra del Peloponeso. El año civil de los atenienses, desde esta reforma comenzaba, pues, en la primera luna que seguía al solsticio de verano, por el mes hecatombeón, al cual correspondían en el calendario romano el fin de junio y principios de julio. Era un mes pleno, (πληρής), es decir, de treinta días, se llamaban vacíos (κοῖλος) los meses de veintinueve días. En este sistema de vez en cuando era necesario añadir un mes intercalar, un mes decimotercero, para poner el año lunar acorde con el movimiento del sol y las estaciones.
Este mes se llamaba así a causa del gran número de hecatombes que se inmolaban en esta época del año en reconocimiento de las recolecciones. Su primer nombre habría sido Κρόνιος o Κρόνιων, derivado de las Κρόνια, fiestas que se celebraban entonces en honor de Crono, Κρόνος.
A este mes ateniense correspondían el mes corintio πάνεμος pánemos, y entre los macedonios δαίσιος.